# Slobodan Milosavljević
Ne doit pas être confondu avec Slobodan Milosavljević (football).
Slobodan Milosavljević (en serbe cyrillique : Слободан Милосављевић ; né le 19 novembre 1965 à Belgrade) est un homme politique serbe. Il est membre du Parti démocratique (DS). Du 15 mai 2007 au 7 juillet 2008, il est ministre de l'Agriculture, de la Forêt et de la Gestion de l'eau dans le second gouvernement Koštunica. Du 7 juillet 2008 au 14 mars 2011, il est ministre du Commerce et des Services dans le second gouvernement Cvetković.

## Débuts
En 1990, Slobodan Milosavljević obtient une licence à la Faculté d'économie de l'université de Belgrade, puis un master en 1996 et un doctorat en macroéconomie et en gestion en 2001. À partir de 1991, il travaille à l'Institut de recherche sur le marché (IZIT) à Belgrade et, à partir de 1996, il est directeur du Centre pour la recherche sur le marché et pour l'analyse macroéconomique.

## Carrière politique
De 2001 à 2004, Slobodan Milosavljević est ministre du Commerce, du Tourisme et des Services dans le premier gouvernement de la Serbie démocratique et, à partir de 2004, il est président de la Chambre de commerce de Serbie. Il est également président du Comité national de la chambre internationale de commerce, vice-président de l'Association euro-méditerranée, membre du conseil exécutif de l'ASCAME et membre du conseil de gestion de la Chambre des hommes d'affaires d'Italie, de Serbie et du Monténégro. Il est secrétaire général de l'Association yougoslave de marketing (JUMA) et, en 1996 et 1997, conseiller économique et commercial de l'AYUCO International à Abou Dabi. Entre 2001 et 2004, il est président du comité gouvernemental pour le contrôle du niveau de vie, président du Conseil de surveillance du fonds de développement serbe et membre du Conseil exécutif de l'école de commerce de Belgrade. En 2005, Milosavljević obtient le prix Pro Danubio pour sa contribution au développement des régions danubiennes. La même année, il reçoit la médaille Mihajlo Pupin, attribuée par l'Académie serbe des sciences et des arts. Le 15 mai 2007, il est ministre de l'Agriculture, de la Forêt et de la Gestion de l'eau dans le second gouvernement de Vojislav Koštunica.
Il a publié plus de 50 articles dans divers journaux, ainsi que des monographies.

## Vie privée
Slobodan Milosavljević est marié et père de deux enfants. Il parle anglais.